# 光 (3B LAB.☆Sの曲)
「光 」（ひかり）は、3B LAB.☆Sの9枚目のシングル。2007年6月6日にビクターエンタテインメントから発売された。

## 解説
作曲の岡平は「自身最高の曲が書けた」と語っている。カップリングも含めて、「光」「闇」がテーマになっている。

## 収録曲
（全作詞・作曲：岡平健治）
1. 光 [4:41]
岡平はこの曲に対して「自身最高の曲が書けた」と語っている。
2. 暗闇 [3:18]
3. 光と闇 [6:26]
岡平のみによる演奏の弾き語り。基本的には光と歌詞がほとんど同じだが、新たに歌詞が付け加えられている。
4. 光（inst.）
5. 暗闇（inst.）

## 収録アルバム
| 曲名 | アルバム    | 発売日       | 備考                                          |
| ---- | ----------- | ------------ | --------------------------------------------- |
| 光   | 『日本＃5』 | 2007年7月4日 | 5thオリジナルアルバム。新ミックス盤として収録 |